# Филипенко, Сергей Пантелеевич
Сергей Пантелеевич Филипенко (1913 год, село Фитино, Астраханская губерния, Российская империя — 1958 год) — председатель колхоза «Победа», Герой Социалистического Труда (1949).

## Биография
Родился в 1913 году в селе Фитино Астраханской губернии. С раннего детства занимался батрачеством. С 1930 года трудился землекопом на строительстве Шаульдерской ирригационной системы. В 1931 году был назначен заведующим Арысским и Тюлькубасским отделениями «Сельхозснаба». Позднее был назначен председателем колхоза «Красная звезда». Был председателем исполкома Тюлькубасского районного комитета. Участвовал в Великой Отечественной войне. После демобилизации возвратился в Казахстан. С 1946 года работал председателем колхоза «Победа» Тюлькубасского района Южно-Казахстанской области.
В 1947 году колхоз «Победа» собрал с участка 68,5 гектаров по 32 центнера зерновых. За эффективное управление колхозом был удостоен в 1948 году звания Героя Социалистического Труда.
Скончался в 1958 году.

## Награды
- Орден Красной Звезды;
- Герой Социалистического Труда — указом Президиума Верховного Совета СССР от 28 марта 1948 года;
- Орден Ленина (1948);
- Орден Отечественной войны 2 степени.